# Odontopodisma carpathica
Odontopodisma carpathica är en insektsart som beskrevs av Kis 1961. Odontopodisma carpathica ingår i släktet Odontopodisma och familjen gräshoppor. Inga underarter finns listade i Catalogue of Life.